# Leon Schots
Leon Schots (né le 11 juin 1952) est un athlète belge spécialiste des courses de fond. 
Sur le plan international, il remporte tout d'abord en 1973 le titre individuel des Championnats du monde de cross-country junior. 
Il obtient le plus grand succès de sa carrière lors de la saison 1977 en remportant le titre individuel des Championnats du monde de cross-country, à Düsseldorf, devant le Portugais Carlos Lopes. Ce titre permet à l'équipe de Belgique de remporter le classement général par équipes.
Léon Schots s'impose à plusieurs reprises lors des Championnats de Belgique : sur 1 500 mètres en 1974 et 1975, sur 5 000 mètres en 1974, 1975 et 1978, et sur 10 000 mètres en 1978, 1979 et 1982. Il décroche par ailleurs le titre national du cross-country en 1979, 1982 et 1983.

## Palmarès
| Date | Compétition                    | Lieu       | Résultat | Épreuve     |
| ---- | ------------------------------ | ---------- | -------- | ----------- |
| 1977 | Championnats du monde de cross | Düsseldorf | 1er      | Individuel  |
| 1977 | Championnats du monde de cross | Düsseldorf | 1er      | Par équipes |